# Cubozoa
Classe
Les Cubozoaires (Cubozoa), appelés aussi cuboméduses ou méduses-boîtes (par traduction de l'anglais box jellyfish), constituent une classe de cnidaires, des invertébrés qui se distinguent des véritables méduses par la forme cubique de leur ombrelle. Les cuboméduses sont connues pour le venin extrêmement puissant produit par certaines espèces tropicales (Chironex fleckeri, Carukia barnesi et Malo kingi) qui sont parmi les créatures les plus venimeuses au monde. Les piqûres de ces espèces ainsi que quelques autres de cette classe sont extrêmement douloureuses et parfois mortelles pour les humains.

## Nom vernaculaire
Les méduses de la classe des cubozoa (qui ne sont pas des méduses « vraies », de la classe des Scyphozoa) sont généralement appelées « cuboméduses » en français. « Méduse-boîte » est un nom vernaculaire pour le notoirement dangereux Chironex fleckeri, traduction littérale de l'anglais box jellyfish. L'appellation de « guêpe de mer », plus ambiguë, est aussi couramment utilisée pour désigner toutes les espèces de méduses très venimeuses.

## Anatomie

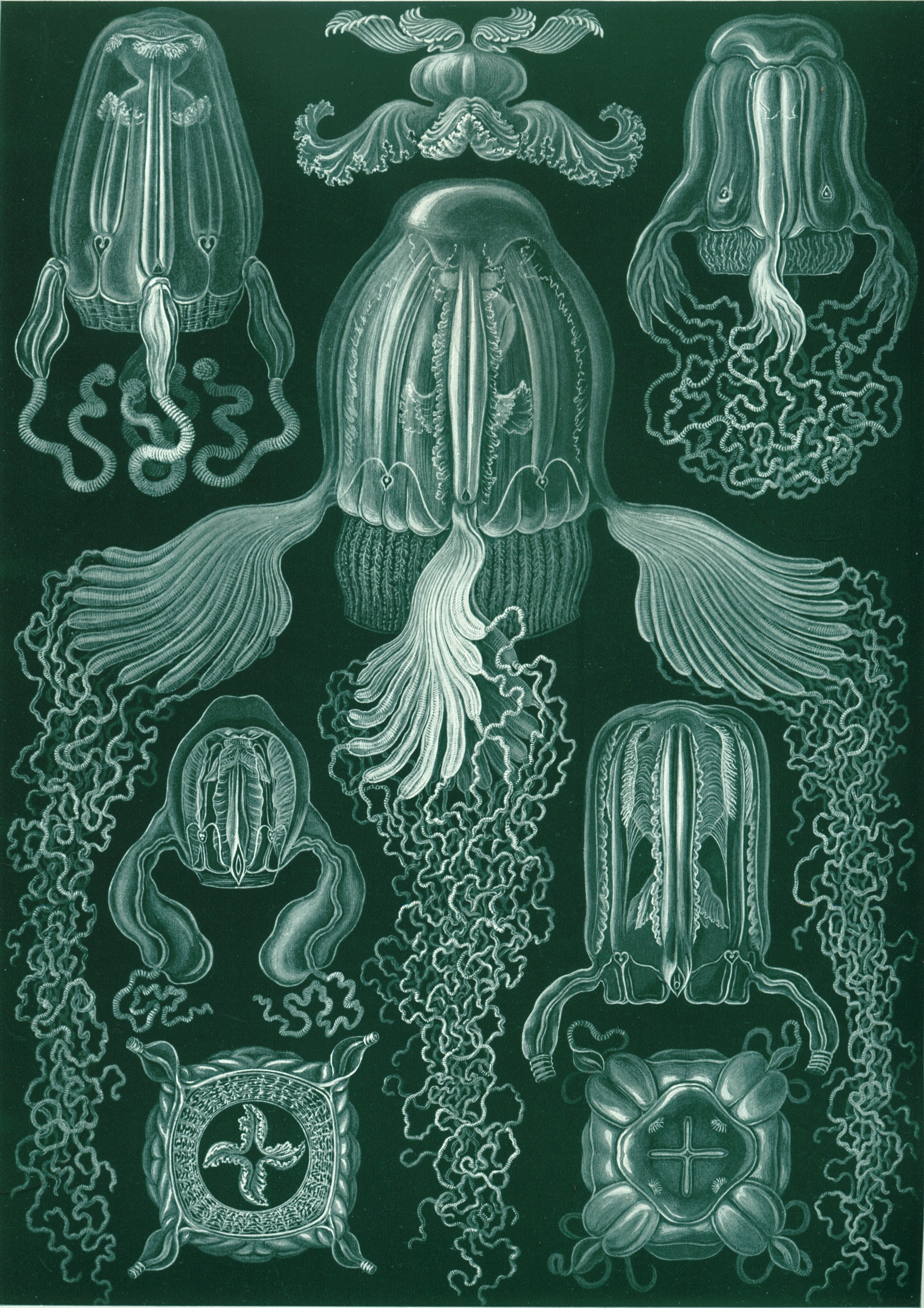
Cubomedusae d'Ernst Haeckel dans les Kunstformen der Natur (1904).

La plus grande caractéristique visuelle des cuboméduses est que leur ombrelle a la forme d'un cube ou d'un pavé angulaire, contrairement aux « vraies » méduses ou Scyphozoaires, qui ont plutôt une forme de dôme ou de couronne arrondie. La symétrie radiale fondamentale des cuboméduses est d'ordre 4 (d'où la forme de cube), comme les méduses et la plupart des hydrozoaires, mais à la différence des cténophores, qui leur ressemblent parfois (d'ordre 8). À l'intérieur de l'ombrelle se trouve un volet ou « velarium » qui sert à concentrer et augmenter l'écoulement de l'eau expulsée par l'ombrelle. En conséquence, les cuboméduses peuvent se déplacer plus rapidement que les autres méduses. Des vitesses jusqu'à six mètres par minute ont été enregistrées.
Le système nerveux des cuboméduses est plus développé que celui des autres méduses. Elles possèdent notamment un anneau nerveux autour de la base de l'ombrelle qui coordonne les mouvements de pulsations ; une caractéristique qui n'existe que chez les méduses du groupe des Coronatae. Alors que d'autres méduses ont simplement un pigment oculaire, les cuboméduses sont uniques du fait de la possession de vrais yeux avec rétines, cornées et lentilles. Leurs yeux (en grappes) sont situés sur chacun des quatre côtés de leur ombrelle. Ceux-ci permettent de voir les points spécifiques de la lumière, plutôt que de simplement distinguer la lumière ou l'obscurité : elles sont ainsi facilement attirées par la lumière, et se dirigeront avec précision vers une lampe allumée la nuit. Les cuboméduses ont aussi des yeux de type « inférieur », parce que les gros yeux (visuellement « forts ») ne sont qu'un des quatre sous-ensembles. Au total, elles ont 24 yeux. Une autre particularité intéressante est que les cuboméduses ont un système nerveux centralisé dans leur organisme que l'on peut comparer à un cerveau. Des tests ont montré qu'elles ont une mémoire et une capacité à apprendre limitée[réf. souhaitée].
Les filaments de certaines cuboméduses peuvent atteindre jusqu'à 3 mètres de longueur. Suivant l’espèce, une cuboméduse peut peser jusqu'à 2 kg, mais la plupart des espèces demeurent de très petite taille.

## Répartition géographique
Bien que les espèces notoirement dangereuses de cuboméduses soient en grande partie, ou entièrement, limitées à la zone tropicale indo-pacifique, diverses espèces de cuboméduses peuvent être largement répandues dans les océans tropicaux et subtropicaux, y compris l'Atlantique et l'est du Pacifique, avec des espèces que l'on peut trouver aussi jusque dans le nord de la Californie, la Méditerranée (par exemple, Carybdea marsupialis), le Japon (par exemple, Chironex yamaguchii), et aussi loin que l'Afrique du Sud (par exemple, Carybdea branchi) et la Nouvelle-Zélande (par exemple, Carybdea sivickisi).

## Mécanismes de défense et d'alimentation

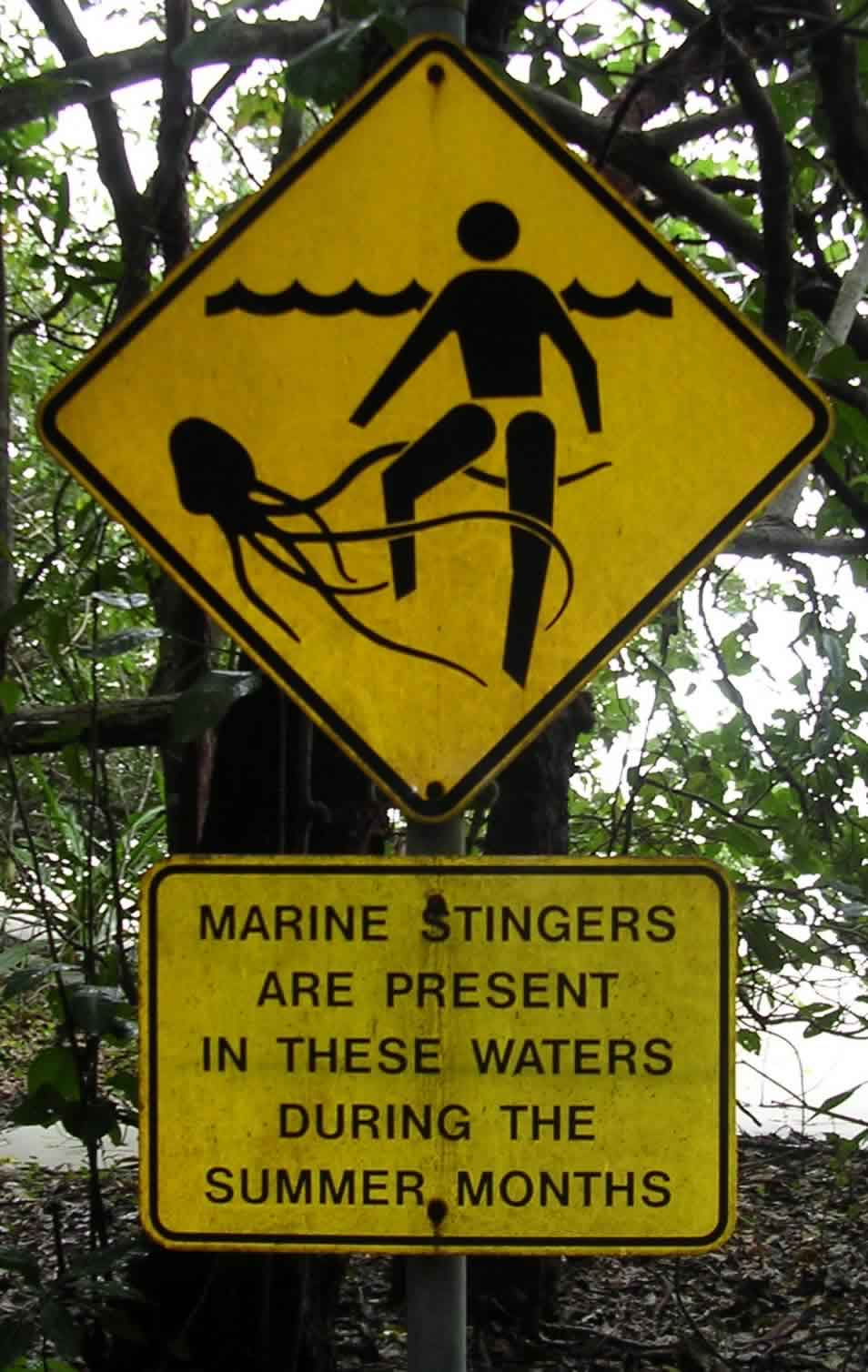
Panneau d'avertissement de cuboméduses (appelée Box Jellyfish en anglais) sur la plage de Cap Tribulation dans le Queensland, en Australie.

Les cuboméduses ont été appelées « l'animal le plus venimeux au monde », mais seules quelques espèces de la classe ont été impliquées dans des décès d’êtres humains, dans une poignée de zones géographiques. La plupart des espèces ne représentent pas de menace réellement sérieuse. Par exemple, le résultat d'une piqure de Chiropsella donne seulement des démangeaisons et une légère douleur. Chaque tentacule possède environ 500 000 cnidocytes, contenant des nématocystes, un mécanisme en forme de harpon microscopique qui injecte le venin dans la victime. Il existe de nombreux types de nématocystes différents trouvés dans les cuboméduses. En Australie, les envenimations mortelles sont le plus souvent perpétrées par les plus grandes espèces de cette famille de méduses comme Chironex fleckeri, en raison de la forte activité du venin transporté dans leurs nématocystes. On a découvert récemment que la très similaire Chironex yamaguchii peut être tout aussi dangereuse, car elle a été impliquée dans plusieurs morts au Japon. Il est actuellement difficile de savoir laquelle de ces espèces est la plus souvent impliquée dans la mort d’êtres humains en Malaisie,. En 1990, un enfant de 4 ans est décédé après avoir été piqué par Chiropsalmus quadrumanus dans l'île de Galveston dans le Golfe du Mexique. L'espèce Chiropsoides buitendijki est également considérée comme l'auteur probable de deux décès en Malaisie occidentale. Au moins deux morts en Australie ont été attribuées à la méduse miniature Irukandji,. Les victimes de ces cuboméduses peuvent souffrir de graves symptômes physiques et psychologiques connus sous le nom syndrome d'Irukandji. Néanmoins, la plupart des victimes survivent. Sur 62 personnes traitées pour une piqure de cuboméduse irukandji en Australie en 1996, près de la moitié ont été renvoyées à la maison avec très peu ou pas de symptômes au bout de 6 heures, et seulement deux sont restées hospitalisées environ une journée après avoir été piquées. En Septembre 2021, un petit garçon originaire d'Israël est décédé des suites d'une piqûre de cuboméduse.
En Australie, C. fleckeri a causé au moins 64 morts depuis le premier rapport en 1883, mais même pour cette espèce la plupart des rencontres semblent n'aboutir qu'à une envenimation légère. La plupart des décès récents en Australie touchent les enfants, qui ont une masse corporelle plus faible. En avril 2010, en Australie, une fillette de 10 ans a survécu à de multiples piqûres de cuboméduses et sa survie a été considérée comme un miracle médical. Dans certaines parties de l'archipel malais, le nombre de cas mortels est beaucoup plus élevé. Rien qu'aux Philippines, on estime qu'environ 20 à 40 personnes meurent chaque année de piqûres de Chirodropides, décès probablement dus à un accès limité aux services médicaux et au sérum anti-venimeux, contrairement à de nombreuses plages australiennes qui sont sécurisées par des filets de protection limitant l’accès des cuboméduses ainsi que du vinaigre placé et réparti sur les plages de manière à être accessible rapidement permettant des premiers secours très rapides,. Le vinaigre est aussi utilisé comme traitement par les habitants des Philippines.

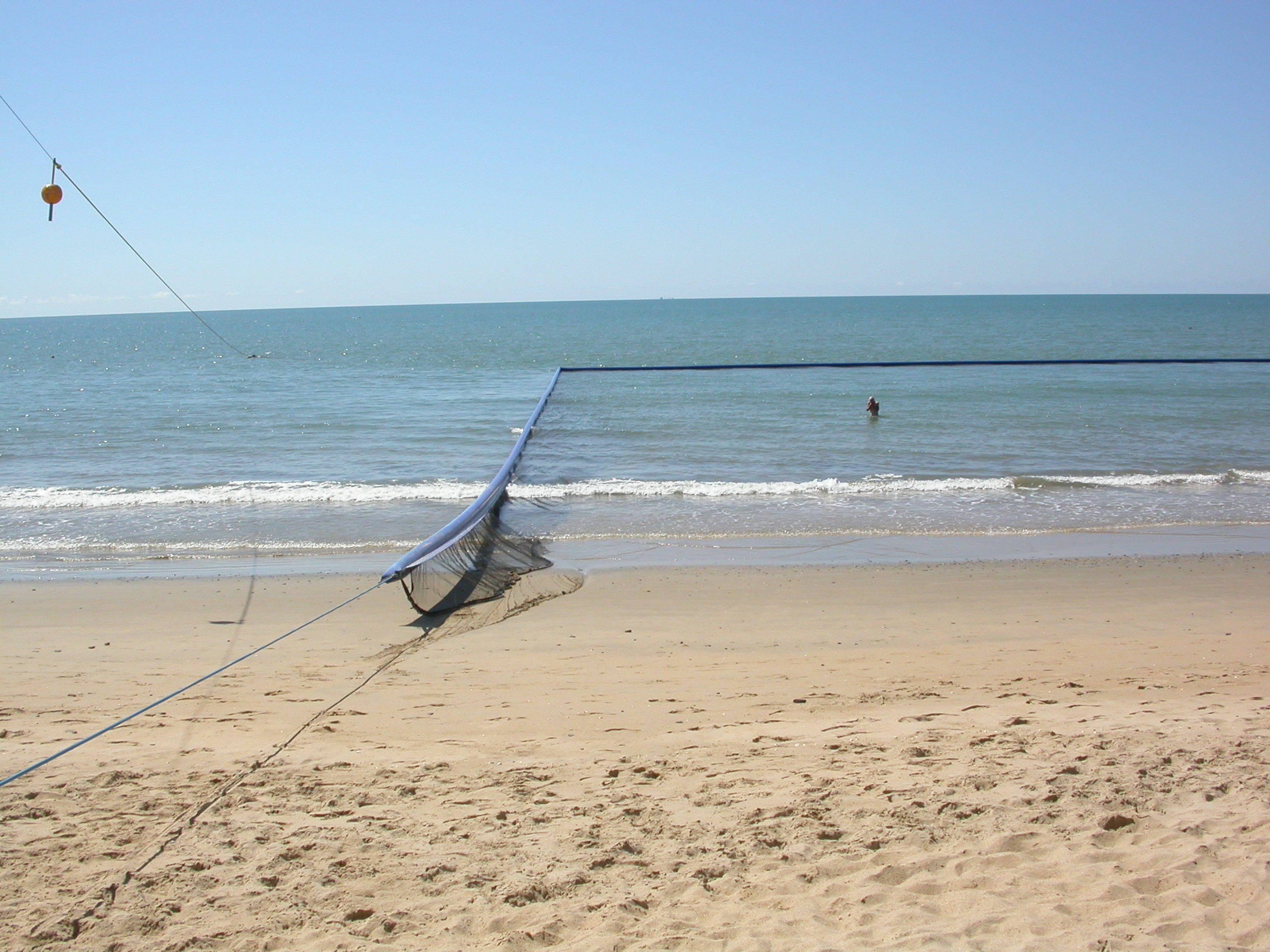
Filet de protection anti méduses à Ellis Beach, Queensland, Australie.

Les cuboméduses chassent leurs proies (zooplancton et de petits poissons) en nageant, plutôt que de dériver comme le font les autres méduses. Elles sont même capables d'atteindre des vitesses allant jusqu'à (1,8 m/s). Les cuboméduses sont difficilement « détectables » car elles sont pratiquement transparente. Bien souvent, la piqûre précède l'observation. Le venin des cubozoas est différent des scyphozoas. Les cubozoas l'utilisent pour capturer des proies (poissons, petits invertébrés, comprenant crevette, anchois et autres poissons dits « d’appât ») ainsi que pour se défendre contre les prédateurs, tel que les stromateidae, platax, picots, crabes (crabe bleu nageur) et diverses espèces de tortue de mer (tortue imbriquée, tortue à dos plat). Les tortues de mer, ne sont apparemment pas du tout affectées par les piqûres des cuboméduses lorsqu'elles les mangent. Dans le nord de l'Australie, la période à haut risque pour rencontrer une cuboméduse se situe entre le mois d'octobre et le mois de mai, mais des piqûres et des spécimens sont signalés tout au long de l'année. On considère aussi que les risques augmentent lorsque la mer est calme avec une brise venant de la terre, mais des piqûres et des spécimens ont été signalés dans toutes les conditions. À Hawai, le nombre de cuboméduses est très important 7 à 10 jours après la pleine lune, quand elles viennent près du rivage pour frayer. Parfois, l'afflux est tellement important que les sauveteurs ferment les plages infestées, comme à Hanauma Bay, jusqu'à ce qu'elles repartent,.

## Traitement des piqûres
Une fois que le tentacule de la cuboméduse adhère à la peau, elle y injecte avec ses nématocystes du venin, provoquant de multiples micropiqûres et une douleur atroce. L'utilisation réussie de sérum antivenimeux contre les cuboméduses du genre Chironex par les membres de la brigade de transport ambulancier du Queensland en Australie (Queensland Ambulance Transport Brigade) a montré que l'acide acétique, présent dans le vinaigre, désactive les nématocystes de la cuboméduse qui n'ont pas encore été déversées dans la circulation sanguine (cela ne soulagera en aucun cas la douleur). La pratique la plus courante consiste donc à appliquer de généreuses quantités de vinaigre avant et après que le tentacule a été retiré. L'enlèvement des tentacules se fait généralement avec une serviette ou à la main (avec un gant), afin de prévenir des piqûres supplémentaires. Les tentacules continueront de piquer même s'ils sont séparés de l'ombrelle, ou si la méduse est morte. L'enlèvement de tentacules, sans avoir au préalable été généreusement arrosé de vinaigre, peut provoquer de nouvelles piqûres des nématocystes qui n'ont pas encore injecté leur venin, et ainsi entraîner une plus grande envenimation.
Bien souvent recommandé dans les croyances populaires et même dans certains « écrits » sur les traitements des piqûres de méduses, et malgré le manque de preuves scientifiques, certaines personnes pensent que l'application ou l'utilisation d'urine, ammoniaque, attendrisseur de viande, bicarbonate de sodium, acide borique, jus de citron, eau fraîche, crème à base de stéroïde, alcool, pack de glaçons, papaye, ou peroxyde d'hydrogène vont neutraliser les piqûres de méduses. Il faut savoir que dans certains cas, ces actions vont au contraire faciliter l'injection de venin. Dans tous les cas il ne faut jamais appliquer un bandage d'immobilisation, de l'alcool dénaturé ou encore de la vodka sur des piqûres de méduses,,,. Dans les cas les plus sévères tels qu'avec la méduse Chironex fleckeri, un arrêt cardiaque peut survenir très rapidement. La réanimation cardiopulmonaire peut alors sauver la vie et prend la priorité sur toutes les autres options de traitement.

## Taxonomie

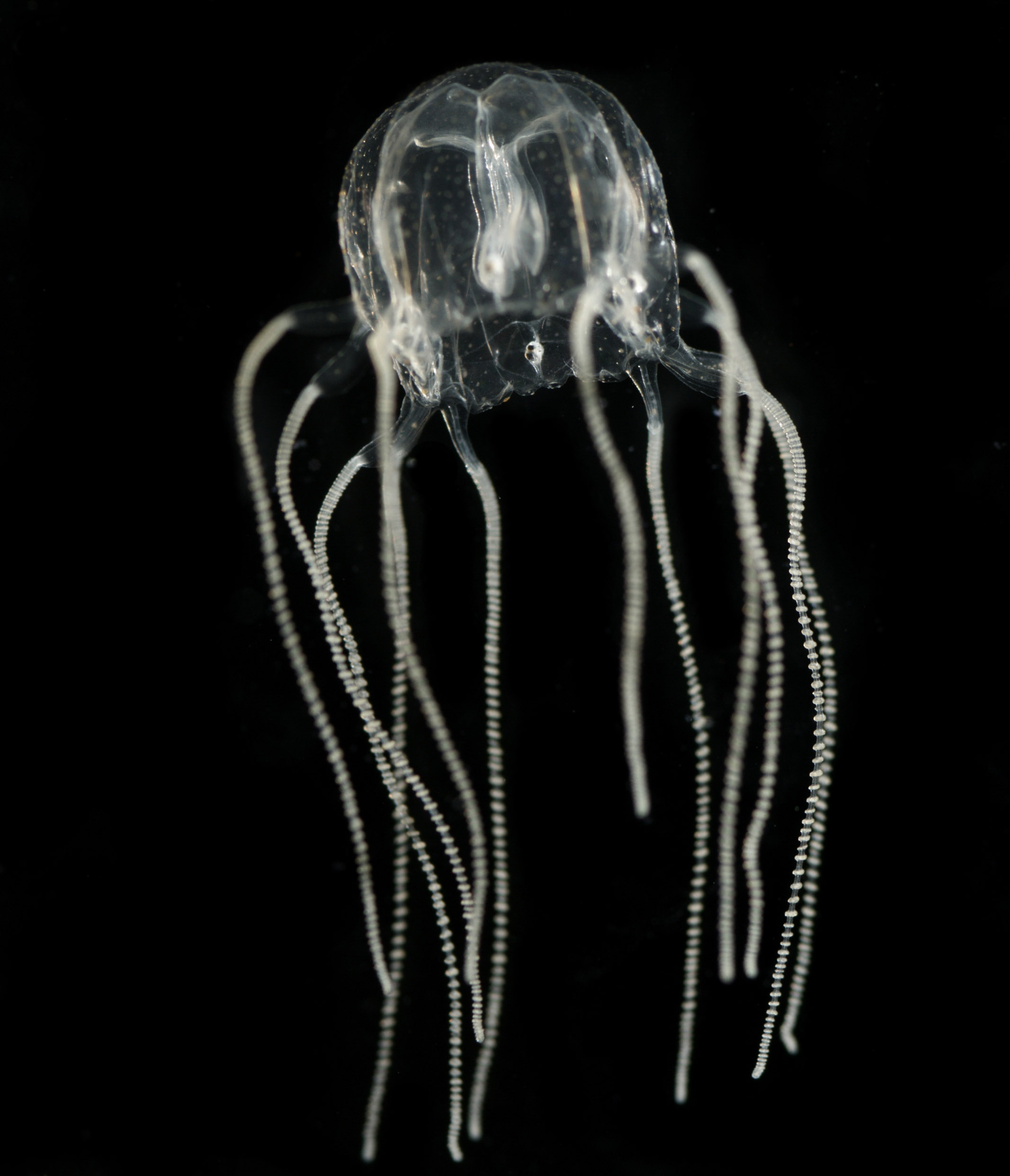
Tripedalia cystophora

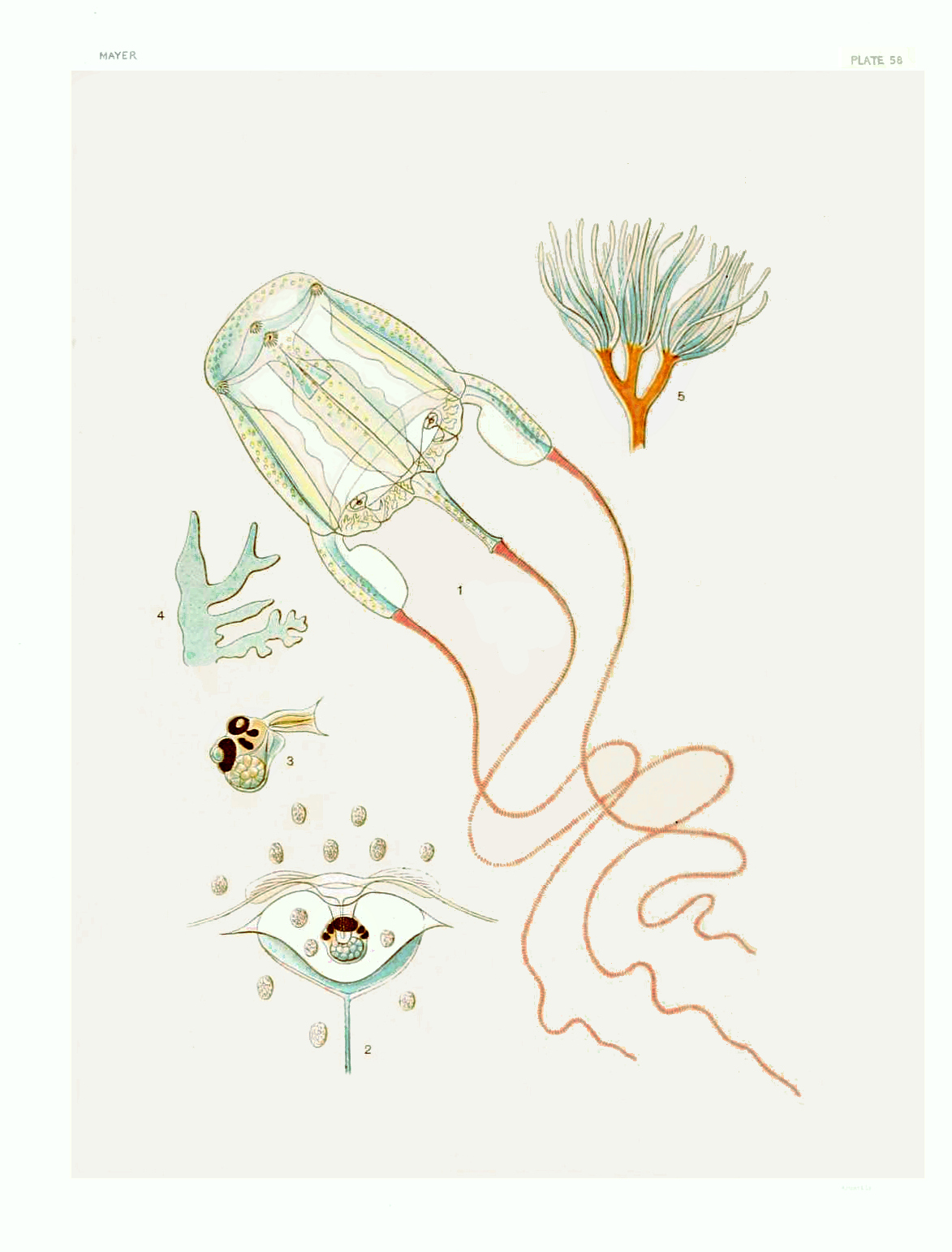
Divers stades de développement de Carybdea marsupialis.

En 2015, entre 36 et 45 espèces de cuboméduses ont été reconnues. Celles-ci sont actuellement regroupées en deux ordres et sept familles, divisées en 18 genres, ce qui en fait un groupe relativement restreint. Quelques nouvelles espèces continuent cependant d'être découvertes, et il est très probable qu'il en reste encore à découvrir,,.
Selon World Register of Marine Species (22 mai 2015) :
Classe Cubozoa
- Ordre Carybdeida Gegenbaur, 1857
  - Famille Alatinidae Gershwin, 2005 — 3 genres, 9 espèces
  - Famille Carukiidae Bentlage, Cartwright, Yanagihara, Lewis, Richards & Collins, 2010 — 4 genres, 9 espèces
  - Famille Carybdeidae Gegenbaur, 1857 (Syn. de Cubomedusae Haeckel, 1880) — 1 genre, 8 espèces
  - Famille Tamoyidae Haeckel, 1880 — 1 genre, 3 espèces
  - Famille Tripedaliidae Conant, 1897 — 2 genres, 3 espèces
- Ordre Chirodropida Haeckel, 1880
  - Famille Chirodropidae Haeckel, 1880 — 3 genres, 5 espèces (dont Chironex fleckeri, la plus dangereuse)
  - Famille Chiropsalmidae Thiel, 1936 — 2 genres, 3 espèces
  - Famille Chiropsellidae Toshino, Miyake & Shibata, 2015 — 2 genres, 5 espèces

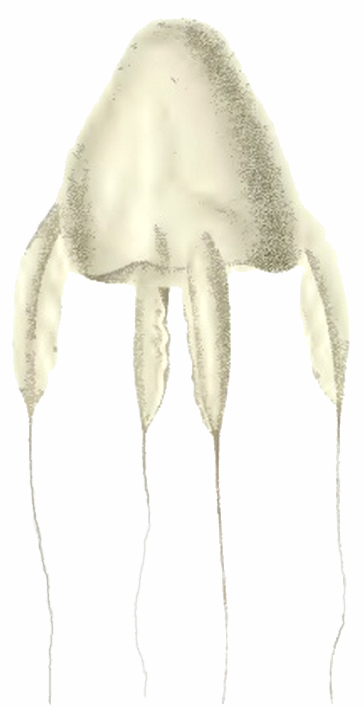
Alatina alata, une Alatinidae
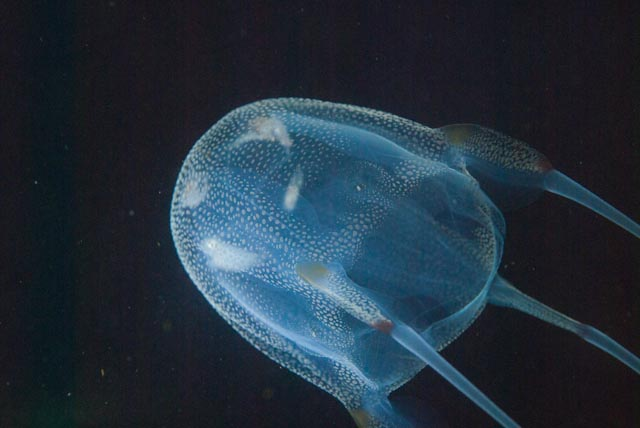
Carybdea branchi, une Carybdeidae
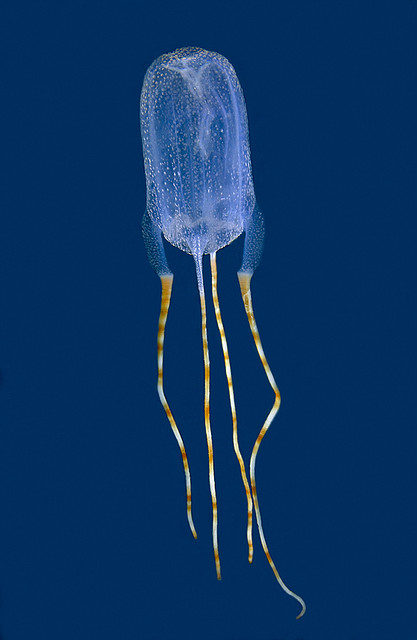
Tamoya ohboya, une Tamoyidae
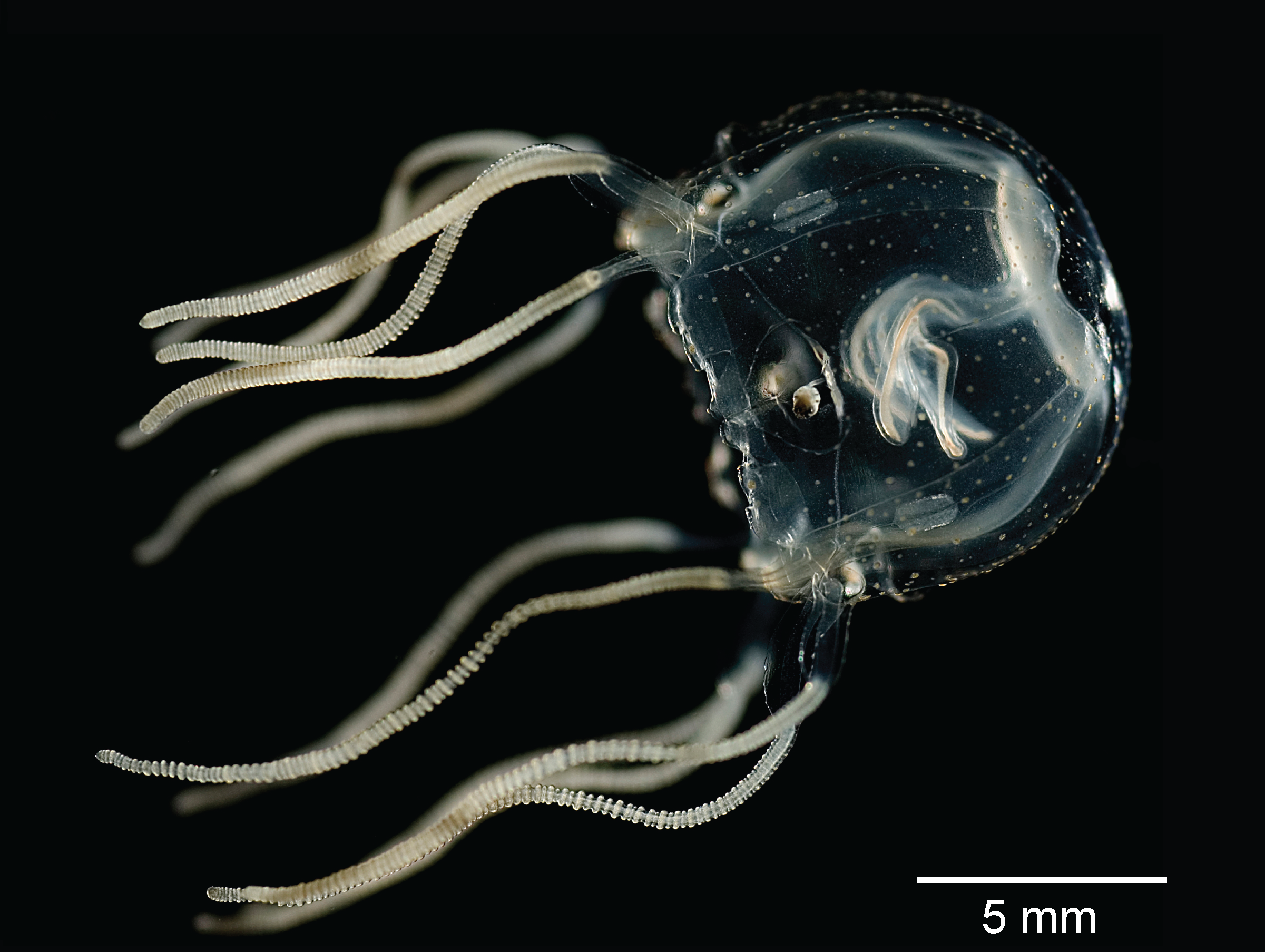
Tripedalia cystophora, une Tripedaliidae
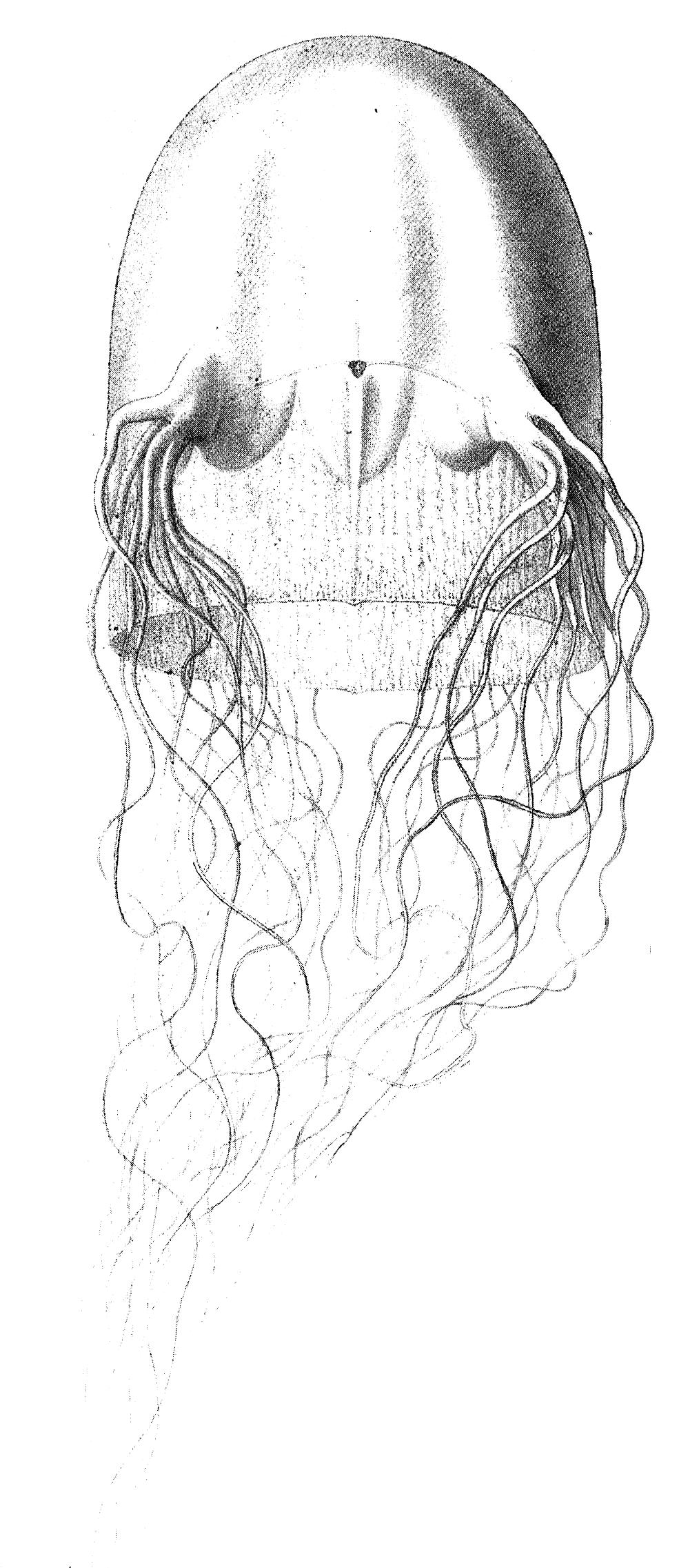
Chirodropus gorilla, une Chirodropidae
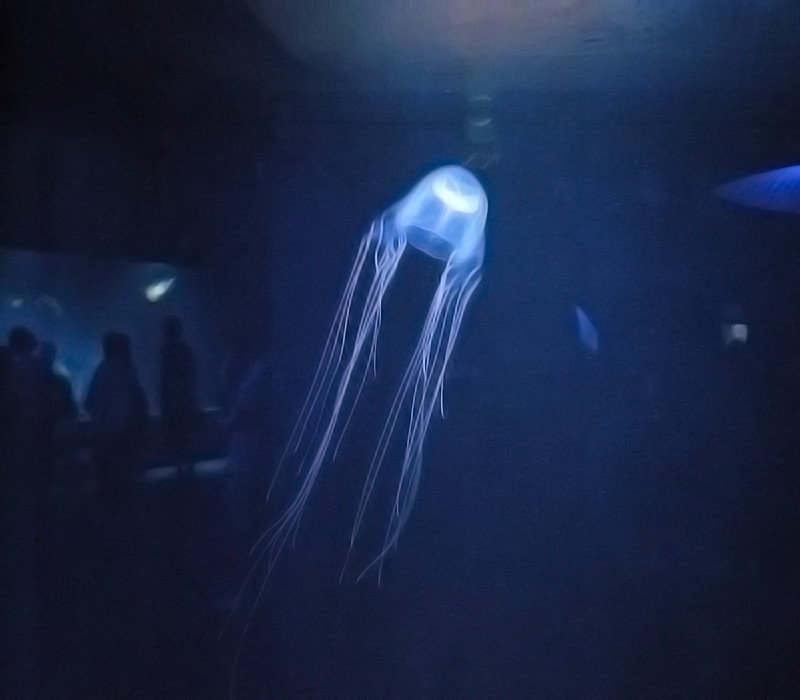
Chiropsoides quadrigatus, une Chiropsalmidae